# Горбачевский, Иван Иванович
Ива́н Ива́нович Горбаче́вский (1800—1869) — декабрист, член «Общества соединённых славян», участник восстания Черниговского полка.

## Биография
Родился 22 сентября (4 октября) 1800 года в Нежинском уезде Черниговской губернии в семье малоимущих дворян Витебской губернии. Семья будущего декабриста поселилась в Витебске в начале XIX века. Отец, Иван Васильевич Горбачевский, в 1812 году служил при штабе Барклая де Толли и Кутузова. После войны Горбачевский-старший служил в Витебской казённой палате, с 1818 года находился под следствием.
Будущий декабрист учился в Витебской губернской гимназии, которую окончил в 1817 году. Учился он на «отлично», что было неоднократно отмечено в актах инспекторских проверок. Особенно любимыми предметами Горбачевского были история и математика.

### Витебский период
Демократические взгляды Горбачевского сформировались именно в годы учёбы в Витебской гимназии. Одним из профессоров в гимназии был Кирилл Канаровский-Сахович, который требовал, чтобы не только бесплатно учили детей из бедных семей, но чтобы и отношение к ним ничем не отличалось от обращения с детьми богатых. В 1812 году этот учитель спас от наполеоновских мародёров имущество гимназии, а после войны добивался расширения начального обучения в Витебске и губернии.
Получив после смерти матери небольшое имение, Горбачевский отказался от него и передал землю в безвозмездное пользование крестьянам. Декабрист М. Бестужев отзывался о Горбачевском так: «Удивительно добрая и чистая натура <…>, личность высокой нравственной мощи, несмотря на тихий характер».

### Служба
После учёбы в гимназии Горбачевский 23 августа 1817 года поступил в Дворянский полк. Прапорщик — с 27 июня 1820 года; выпущен в 8 артиллерийскую бригаду (в Новоград-Волынском) — 27 июля 1820 года.
В 1823 году вступил в «Общество соединённых славян» и вскоре стал одним из наиболее активных его деятелей. Вёл революционную пропаганду среди солдат и офицеров. Горбачевский считал, что широкие народные массы должны знать о целях декабристов. При объединении «Общества соединённых славян» с «Южным обществом» осуществлял связь между артиллерийской группой «Общества соединённых славян» и руководством Васильковской управы «Южного общества».
С 10 июня 1825 года — подпоручик артиллерии.

### Политические взгляды
Горбачевский был сторонником истребления царской фамилии и включил себя в число лиц, намеченных для покушения на Александра I. В дни восстания Черниговского полка, возглавляемого С. И. Муравьёвым-Апостолом, вместе с другими офицерами пытался поднять соседние воинские части. Восстанию посвящены несколько глав «Записок» Горбачевского, написанных в Сибири после его выхода на поселение. «Записки» являются выполненным обещанием Горбачевского, данного им С. И. Муравьёву-Апостолу в сентябре 1825 года о том, что тот из них, кто останется в живых, обязательно напишет мемуары.

### После восстания Черниговского полка
После восстания Черниговского полка был осуждён в вечную каторгу, затем, в 1826 году, срок был сокращён до 20-ти лет. В 1827 году прибыл в Читинский острог, в 1830году был переведён в Петровский Завод. С 1839 года жил на поселении.
В «Записках» Горбачевский сообщает интересный факт о том, что вскоре после подавления восстания и ареста он был заключён сначала в Петербургской крепости, а затем переведён в Кексгольм, где был посажен в Пугачёвскую башню, в которой на тот момент всё ещё содержались заключённые туда родственники Емельяна Пугачёва.
После смерти Николая I в 1855 году почти все остававшиеся в живых декабристы воспользовались амнистией и уехали из Сибири. Горбачевский остался одиноко доживать свой век в Петровском Заводе; его письма и «Записки» полны мыслей о неудавшемся восстании.
Горбачевский остался одиноким до конца жизни, хотя из его переписки с друзьями видно, что над ним подшучивали относительно его детей, рождённых вне законного брака. В письме к декабристу Д. И. Завалишину Горбачевский, говоря о С. Г. Волконском и М. Бестужеве, высказал мнение о том, что «семья есть покрышка эгоизма».
Горбачевский остался верен своим идеалам до конца и отказался воспользоваться амнистией, которую для него выхлопотали его родственники в 1863 году и которая позволяла ему переехать в Санкт-Петербург для проживания под надзором полиции. «Ехать на неизвестное, жить с людьми, которых не знаю, хотя и считаются родными, что я там буду делать!» — вот цитата из его письма друзьям. Также отказался от приглашения вдовы декабриста Фонвизина Н. Д. Фонвизиной поселиться в её имении под Москвой.
Горбачевский интересовался всем новым в революционном движении, получал нелегальные герценовские издания. Скептически относился к крестьянской реформе 1861 года и посмеивался над увлечением ею своего друга, бывшего начальника штаба восстания на Сенатской площади Евгения Оболенского. Он понял половинчатость реформы и даже пророчил кровавое крестьянское восстание.
Поддерживал огонь в лампаде в часовне, где была похоронена жена декабриста Никиты Муравьёва Александрина Муравьёва.
Был мировым посредником Петровского горного округа. Переписывался с декабристами Николаем и Михаилом Бестужевыми, Е. Оболенским, И. И. Пущиным, В. Л. Давыдовым, Д. И. Завалишиным, жёнами декабристов М. К. Юшневской и Н. Д. Фонвизиной.
Умер 9 (21) января 1869 года в Петровском Заводе Читинской губернии; там же и похоронен.

### Мемуары
«Записки» впервые были опубликованы в 1882 году в «Русском архиве» П. И. Бартенева как «Записки неизвестного из Общества соединённых славян». Исследователи сомневались в авторстве Горбачевского, однако позднее путём сравнительного анализа и на основе других документов декабристов авторство было подтверждено. Наряду с «Письмами из Сибири» М. С. Лунина, «Записки» Горбачевского являются одним из наиболее полных документальных свидетельств о Декабрьском восстании.

### Современники о Горбачевском
Портрет Горбачевского кисти декабриста Николая Бестужева периода 1830-х годов представляет серьёзного обаятельного человека с копной волос.
Из воспоминаний В. А. Обручева, друга Н. Г. Чернышевского, об И. И. Горбачевском на поселении: «Ивану Ивановичу было в то время шестьдесят три года. Он был широкий мужчина, несколько выше среднего роста, с крупной, мало поседевшей головой, причёсанной или растрёпанной на манер генералов александровских дней, но при пушистых усах и бакенбардах. По внешности он был бы на своем месте только в обстановке корпусного командира. И говор у него был важных старцев, барский, густой, чисто русский, без малейшего следа хохлацкого происхождения или сибирского навыка. Такой же барский, всегда благосклонный, был у него и взгляд. Во всем он был барин, и прежде всего в щедрости. Он мог не дать совсем, когда не было — тогда он конфузился, но дать щепоткой, отсчитывать, он не мог. Под львиною наружностью был он человек добрый и нежный до слабости, изысканно вежливый и деликатный. В школе, где он учился, воспитателями были иезуиты, и я его дразнил, что в нем все еще сохраняются разные к обольщению людей направленные ухищрения. <…> Читал он аккуратно: „Петербургские ведомости“ и „Revue des deaux Mondes“, которые ему присылал наш дипломатический агент в Пекине Бюцов. Любимой книгой, которую он всего чаще брал, ложась в постель, были ламартиновские „Жирондисты“, и французские книги он вообще значительно предпочитал русским. Но французской его речи я не слыхал. <…> Горячую симпатию к личности Ивана Ивановича, любовное уважение к нему внушали прежде всего его необычайная доброта, живое, участливое отношение ко всем, отсутствие всякой заботы о себе. Свой правильный, трезвый взгляд на вещи он доказал тем, что не захотел возвратиться в Россию.»

### Память о Горбачевском в Витебске
В Витебске в 1973 году именем Горбачевского была названа бывшая Саратовская улица в Первомайском районе. На стене бывшей Витебской Губернской гимназии в 1979 году была установлена мемориальная доска следующего содержания: «В этом доме (здание бывшей гимназии) с 1808 по 1817 гг. учился декабрист Иван Иванович Горбачевский». В данный момент (ноябрь 2007) в бывшем здании гимназии по адресу ул. Крылова, д. 7 расположена Витебская епархия. Мемориальная доска декабристу Горбачевскому отсутствует под предлогом реставрации. На здании имеются другие вывески, а в церковном музее внутри здания висит портрет Николая II. Все попытки выяснить нынешнее местонахождение мемориальной доски декабристу Горбачевскому и её дальнейшую судьбу ни к чему не привели.
Мемориальная доска Горбачевскому, таким образом, пополнила список исчезнувших исторических памятников г. Витебска.

### Память о Горбачевском в Петровске-Забайкальском (бывшем Петровском Заводе)
Согласно информации, приведенной в сборнике «Декабристы и Сибирь» 1988 года, в Петровске-Забайкальском в доме, где проживал И. И. Горбачевский, размещены городская библиотека им. Горбачевского и музей декабриста. На здании установлена мемориальная доска. Установлен памятник Горбачевскому. Могила Горбачевского — в Петровске-Забайкальском.